# Sid Bruinsma
Sid Bruinsma (23 dicembre 1954) è un ex cestista olandese.

## Carriera
Con i Paesi Bassi ha disputato i Campionati europei del 1979.

## Palmarès
- Campionato olandese: 1

Leida: 1977-78